# Alexandru Flechtenmacher

Flechtenmacher auf einer rumänischen Briefmarke

Alexandru Adolf Flechtenmacher (* 23. Dezember 1823 in Iași; † 28. Januar 1898 in Bukarest) war ein rumänischer Komponist, Violinist, Dirigent und Lehrer.

## Leben
Flechtenmacher wurde als ältester Sohn des aus Bartholomä stammenden siebenbürgisch-sächsischen Rechtsanwalts Christian Flechtenmacher (* 25. September 1785; † 13. Mai 1843) und seiner aus Hermannstadt stammenden Frau, der Pianistin Johanna Wollenbär (1795–1856), in Iași geboren, die damals Hauptstadt des Fürstentums Moldau war. Bereits mit vierzehn Jahren ging er nach Österreich, wo er vier Jahre am Konservatorium in Wien ausgebildet wurde. Er ging in sein Heimatland zurück und erhielt die Position als Professor für Violine und Cello in Bukarest, gegründet und geführt vom russischen Archimandriten Bessarion. Zu Beginn der Revolution hatte Flechtenmacher mit seinen 17 Lebensjahren bereits einen Namen in der rumänischen Theaterwelt – unmittelbar nach seiner Rückkehr aus Wien war er als Geiger im Orchester des Nationaltheaters in Iași angestellt. Im Jahre 1852 bekam in Bukarest die gleiche Stelle, aber bald verließ er das Theater in Craiova, wo er sich als Dirigent präsentierte, und zwar vorrangig mit seiner eigenen Musik. Nach fünf Jahren in Oltenia gab Flechtenmacher sein Schaffen seit zwei Jahrzehnten als Geiger und Leiter des Nationaltheaters Orchestra. In der Liebe zum Theater, hat der Künstler über 50 Werke für die Bühne mit Texten von Vasile Alecsandri, „Costache“ Negruzzi, Dimitrie Bolintineanu, Alecv Russo, Matei Millo und vielen anderen erschaffen.
Vom 1. November 1864 an, also mit knapp 21 Jahren, war Alexander Flechtenmacher für fünf Jahre Direktor am Conservatorul de Muzică și Declamațiune in Bukarest, eine Einrichtung, die später zur Nationalen Musikuniversität Bukarest wurde.
Er komponierte neben Sinfonischer und Chormusik vor allem die Operette „Baba Harca“ mit einem Libretto von Matei Millo, die erste deiner Art in Rumänien. Die Premiere fand im Dezember 1848 in Iași statt, wo die Besetzung gelobt und ausführlich in den Zeitungen rezipiert wurde. Alle Liedtexte der Lieder „Ursul negru si alb“, „Un trantor cat zece“, „Cersetorul orb“ und „Apele de la Vacaresti“ wurden von Matei Millo geschrieben. Flechtenmacher komponierte Musik für Theaterstücke wie „Coana Chirita in Iași sau doua fete si-o neneaca“, „Conu Iorgu de la Sadagura“ und andere von Vasile Alecsandri. Er ist der Gründer eines Varieté-Theaters.
Einen besonderen Platz in seinem Œuvre nimmt die Komposition von säkularen und religiösen Chorwerken ein. Er schrieb „Sfanta zi de libertate“ (übers.: „Heiliger Tag der Freiheit“), für Chor und Klavierbegleitung (Text: Eugeniu Carada), „Imnul moldovenilor“ (Text: Dimitrie Gusti), „Hora Unirii“ für Chor und Klavierbegleitung (Text von Vasile Alecsandri) und viele mehr. Ein guter Teil seiner religiösen Werke von großer Bedeutung in den christlich-orthodoxen Kirchen, die zu offiziellen Anlässen und christlichen Feiertagen zelebriert wurden.
Alexander Flechtenmacher erwarb sich in der Musikgeschichte die Reputation als führender Verfechter von weltlicher und religiöser rumänischer Chormusik. Er setzte seinen persönlichen Traum um, in dem folkloristische Motive der traditionellen rumänischen Lieder und Spiele in perfekter Harmonie zu Symphonie und Instrumentalmusik stehen können.

## Werke
Auswahl wichtiger Werke Flechtenmachers:
- Baba Hârca (Die Hexe Hârca; Libretto: Matei Millo), Operette in 2 Akten, (Uraufführung 1848 in Jassy)
- Doi ţărani şi cinci cârlani (Zwei Bauern und fünf Böcke; Constantin Negruzzi), Vaudeville, (1848 in Jassy)
- Barbu Lăutarul (Barbu der Spielmann; Vasile Alecsandri), Bühnen-Kanzonette 1850; (1854 in Jassy)
- Scara mâţei (Der Katzensteg; V. Alecsandri); Vaudeville 1850 (in Jassy)
- Coana Chiriţa sau două fete şi-o neneacă (Coana Chiriţa oder Zwei Mädchen und eine Muhme; V. Alecsandri), (Vaudeville)
- Întoarcerea Coanei Chiriţa sau Coana Chiriţa în provincie (Rückkehr der Coana Chiriţa oder Coana Chiriţa in der Provinz; V. Alecsandri), Vaudeville (1850 in Jassy)
- Banii, Gloria şi Amorul (Geld, Ruhm und Liebe; Eugeniu Carada), Vaudeville (1861 in Bukarest)
- Răzvan şi Vidra Bogdan Petriceicu Hasdeu, historisches Drama in 5 Akten (1867 in Bukarest)
- Fata de la Cozia (Das Mädchen von Cozia; Dimitrie Bolintineanu), Oper in 3 Akten (1870; unvollendet)

## Würdigung
Alexander Flechtenmacher starb im Alter von 75 Jahren und hinterließ ein bedeutendes kulturelles Erbe. Die Stadt Iași erbringt dem Künstler eine stündliche Würdigung, indem zu jeder vollen Stunde mit einem aus acht Glocken bestehenden Glockenspiel „Hora Unirii“ repliziert wird.